# Clause d'extinction
 (février 2025).
 (juillet 2024).
Pour les articles homonymes, voir extinction.
Dans le champ des politiques publiques, une clause d'extinction est une mesure réglementaire ou législative qui prévoit sa propre extinction après une date anticipée. Le proverbe latin Ad tempus concessa post tempus censetur denegata est traduit par « ce qui a été admis pendant une période peut être caduc après cette période ».